# نورثام
نورثام هي بلدة، في أستراليا، تقع في أستراليا الغربية، بلغ عدد سكانها 6,548  نسمة وذلك حسب إحصائيات سنة 2016، رمزها البريدي هو 6401.

## المناخ
يظهر الجدول التالي التغييرات المناخية على مدار السنة لنورثام:
| البيانات المناخية لـنورثام        | البيانات المناخية لـنورثام | البيانات المناخية لـنورثام | البيانات المناخية لـنورثام | البيانات المناخية لـنورثام | البيانات المناخية لـنورثام | البيانات المناخية لـنورثام | البيانات المناخية لـنورثام | البيانات المناخية لـنورثام | البيانات المناخية لـنورثام | البيانات المناخية لـنورثام | البيانات المناخية لـنورثام | البيانات المناخية لـنورثام | البيانات المناخية لـنورثام |
| الشهر                             | يناير                      | فبراير                     | مارس                       | أبريل                      | مايو                       | يونيو                      | يوليو                      | أغسطس                      | سبتمبر                     | أكتوبر                     | نوفمبر                     | ديسمبر                     | المعدل السنوي              |
| --------------------------------- | -------------------------- | -------------------------- | -------------------------- | -------------------------- | -------------------------- | -------------------------- | -------------------------- | -------------------------- | -------------------------- | -------------------------- | -------------------------- | -------------------------- | -------------------------- |
| الدرجة القصوى °م (°ف)             | 46.2 (115.2)               | 48.1 (118.6)               | 43.9 (111.0)               | 39.5 (103.1)               | 35.2 (95.4)                | 27.2 (81.0)                | 25.2 (77.4)                | 28.3 (82.9)                | 34.6 (94.3)                | 39.4 (102.9)               | 44.1 (111.4)               | 45.6 (114.1)               | 48.1 (118.6)               |
| متوسط درجة الحرارة الكبرى °م (°ف) | 34.2 (93.6)                | 33.7 (92.7)                | 30.8 (87.4)                | 26.1 (79.0)                | 21.2 (70.2)                | 17.9 (64.2)                | 16.9 (62.4)                | 17.9 (64.2)                | 20.4 (68.7)                | 24.0 (75.2)                | 28.5 (83.3)                | 32.1 (89.8)                | 25.3 (77.5)                |
| متوسط درجة الحرارة الصغرى °م (°ف) | 17.1 (62.8)                | 17.2 (63.0)                | 15.4 (59.7)                | 12.0 (53.6)                | 8.4 (47.1)                 | 6.5 (43.7)                 | 5.4 (41.7)                 | 5.6 (42.1)                 | 6.8 (44.2)                 | 8.9 (48.0)                 | 12.4 (54.3)                | 15.3 (59.5)                | 10.9 (51.6)                |
| أدنى درجة حرارة °م (°ف)           | 7.3 (45.1)                 | 7.9 (46.2)                 | 4.9 (40.8)                 | 0.6 (33.1)                 | −2.2 (28.0)                | −3.9 (25.0)                | −3.2 (26.2)                | −1.7 (28.9)                | −1.4 (29.5)                | −0.3 (31.5)                | 2.1 (35.8)                 | 4.5 (40.1)                 | −3.9 (25.0)                |
| الهطول مم (إنش)                   | 10.4 (0.41)                | 13.2 (0.52)                | 18.3 (0.72)                | 23.3 (0.92)                | 55.5 (2.19)                | 80.4 (3.17)                | 82.8 (3.26)                | 60.7 (2.39)                | 37.0 (1.46)                | 24.5 (0.96)                | 12.2 (0.48)                | 9.2 (0.36)                 | 426.9 (16.81)              |
| متوسط أيام هطول الأمطار           | 1.9                        | 2.1                        | 3.0                        | 5.5                        | 10.5                       | 14.5                       | 15.9                       | 13.8                       | 10.7                       | 7.2                        | 4.0                        | 2.2                        | 91.3                       |
| المصدر:                           |                            |                            |                            |                            |                            |                            |                            |                            |                            |                            |                            |                            |                            |

## معرض صور

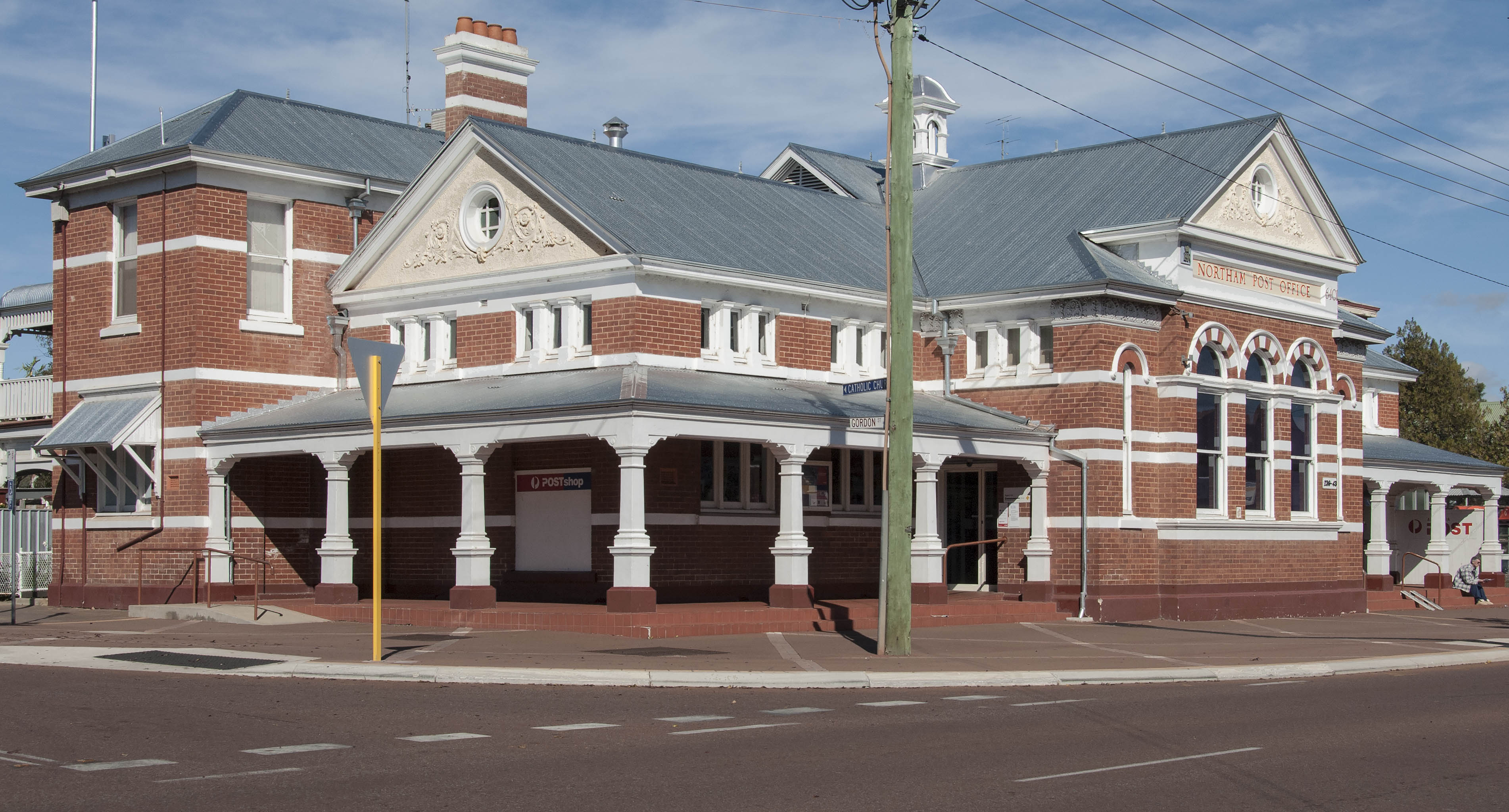
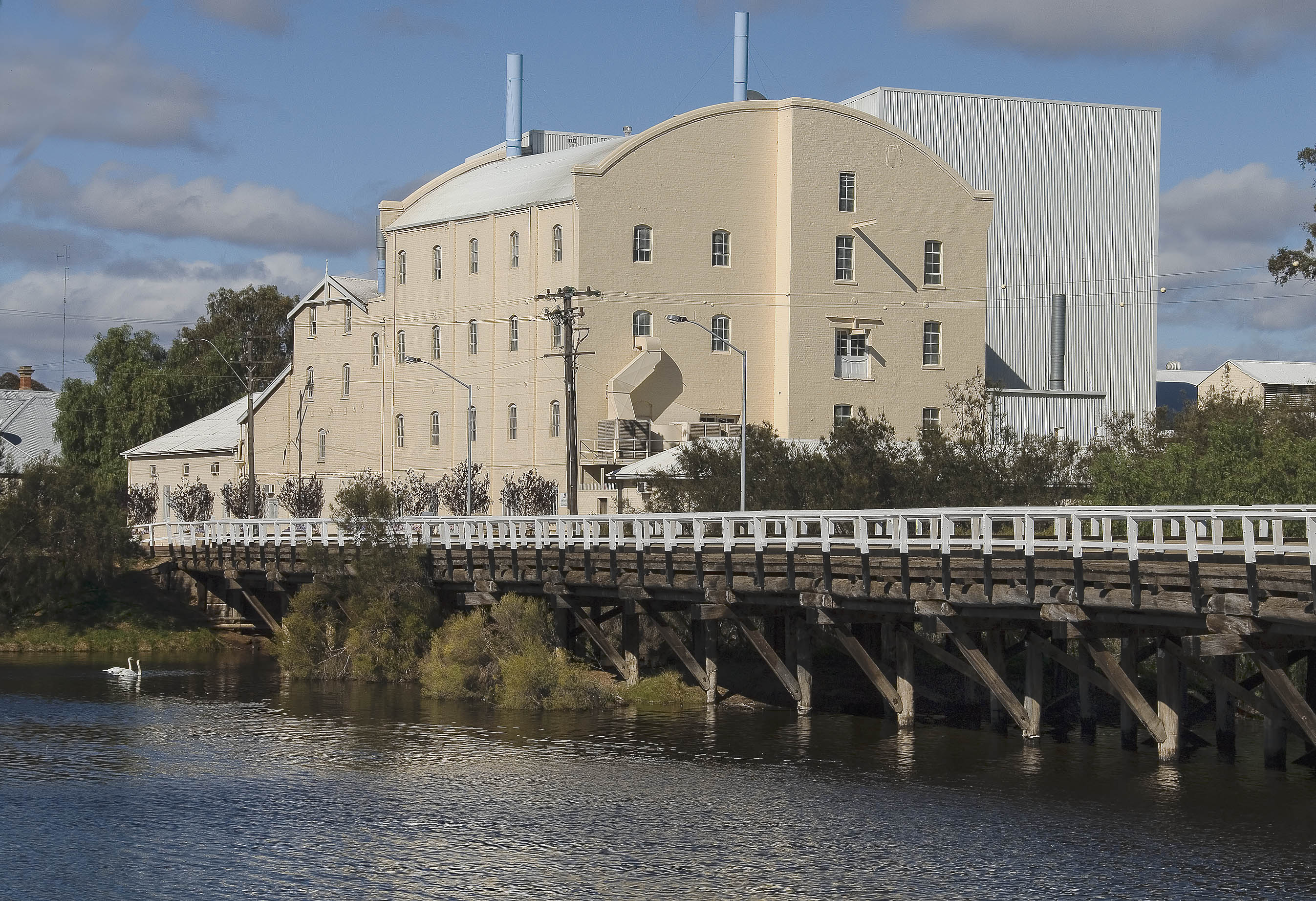
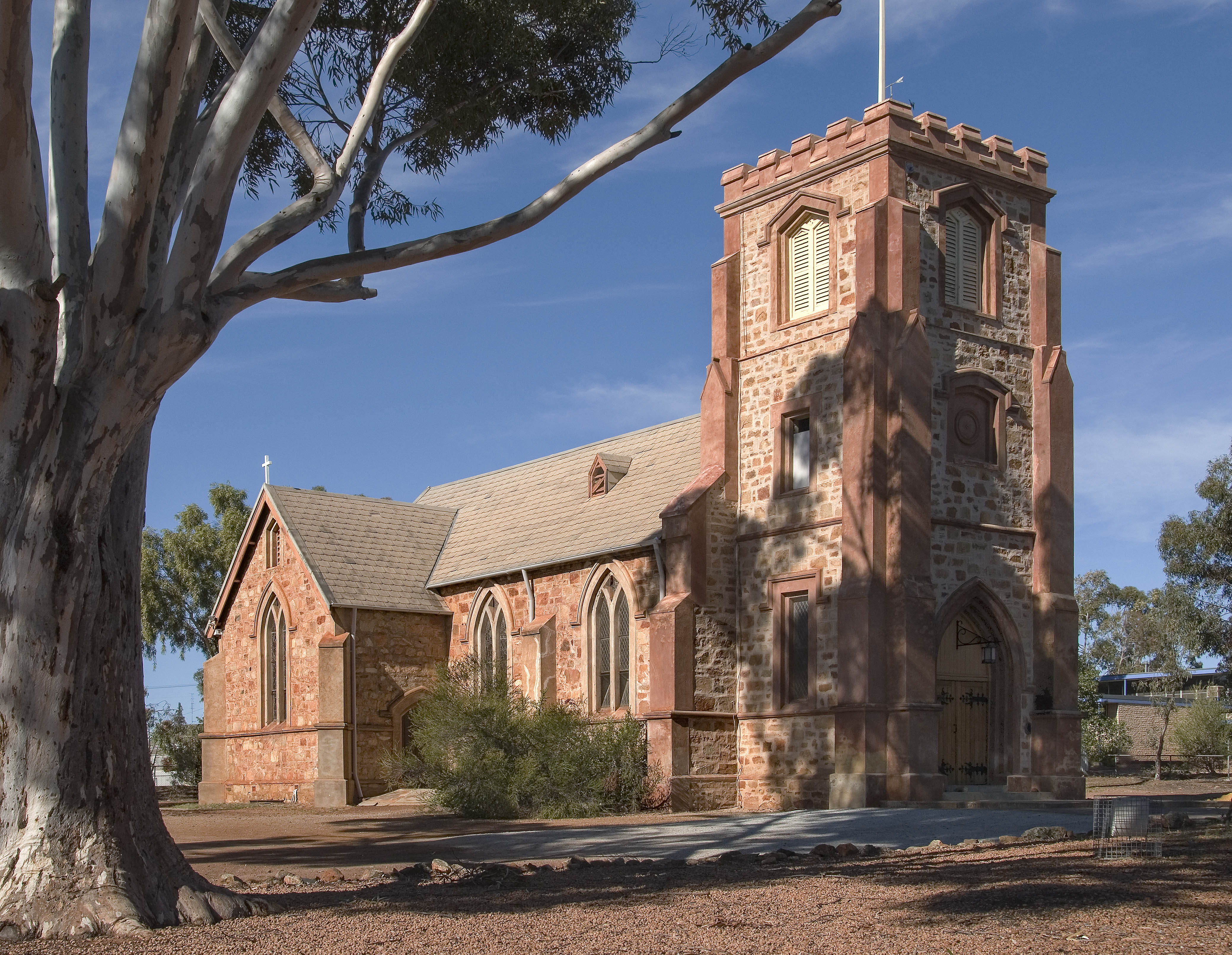
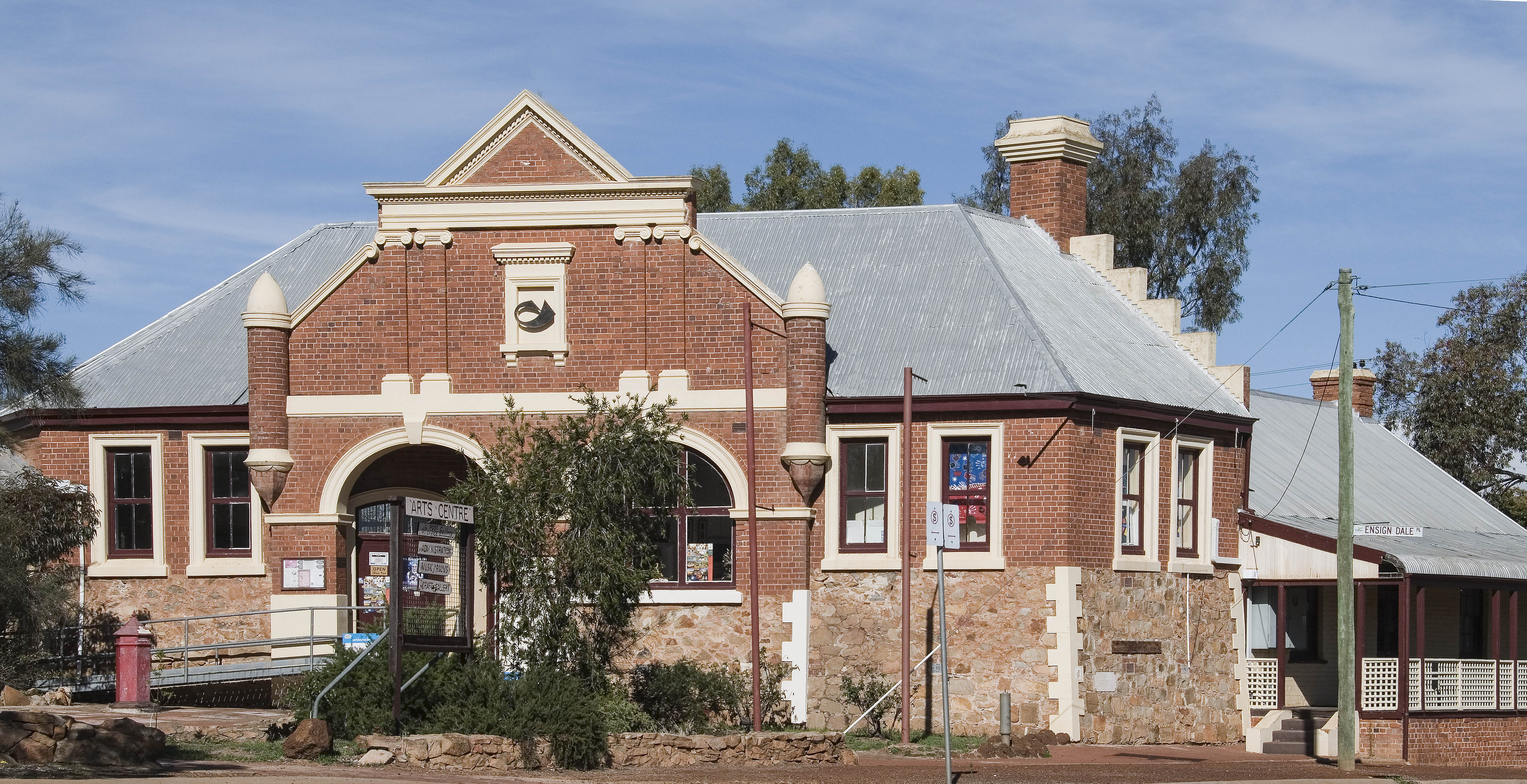
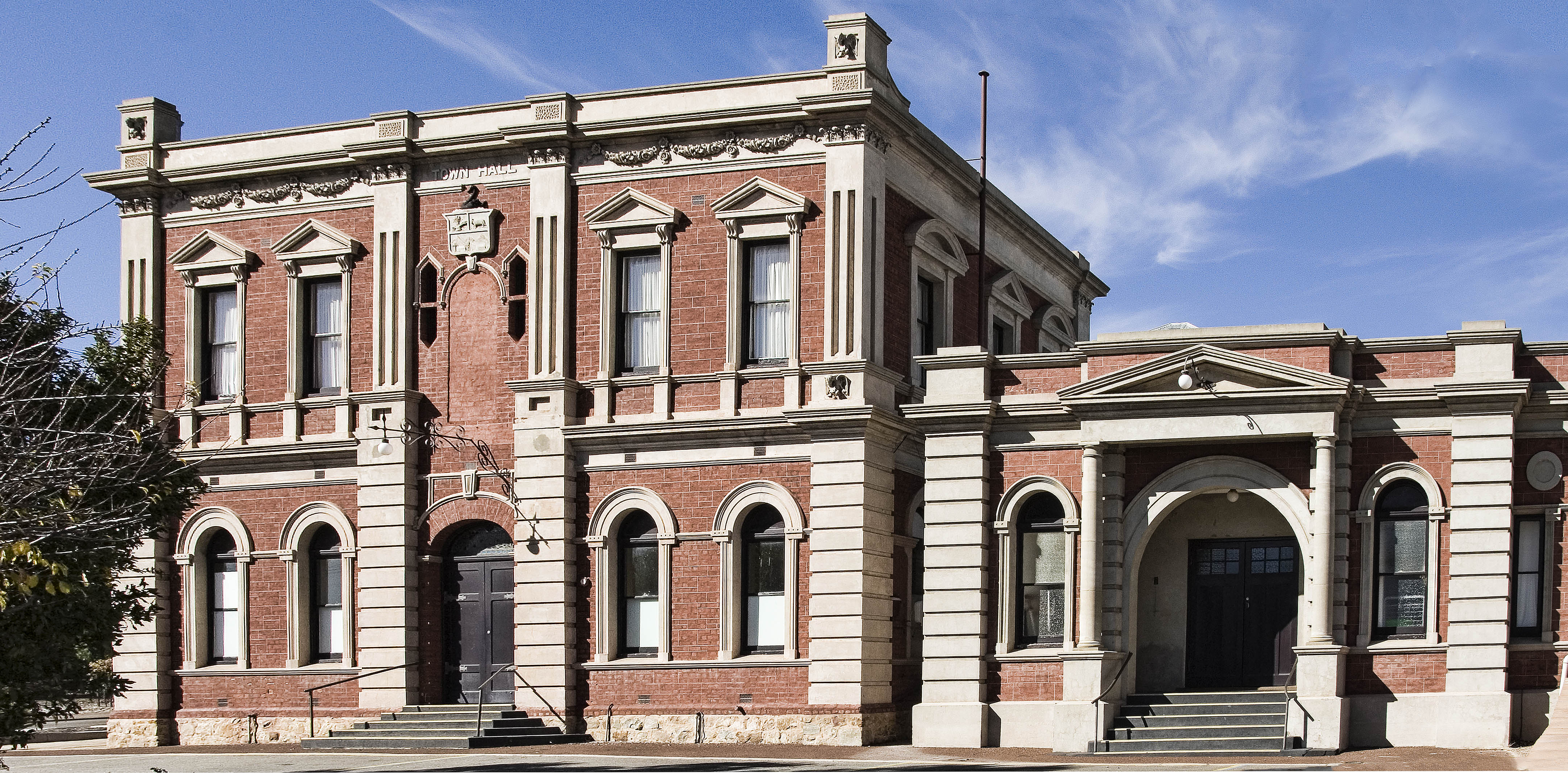

## أعلام
- برايان أوليفر
- اريك غلاس
- رون تومسون
- كارمن لورنس
- يان برات
- غوردون أتكينسون